# Unraid
Unraid ist ein von Lime Technology, Inc. entwickeltes proprietäres Linux-basiertes Betriebssystem, das für den Einsatz auf Heim-Servern entwickelt wurde. Unraid kann als Network Attached Storage (NAS), Anwendungsserver und Virtualisierungshost fungieren.

## Funktionen
Unraids Hauptfunktion ist es, ohne viel Aufwand Arrays mit Festplatten verschiedener Größe und Art zu erstellen. So können so gut wie alle möglichen Kombinationen an Festplatten und SSDs in einem großen Speicher-Pool verwendet werden.
Unraid ermöglicht es, Docker-Container sowie virtuelle Maschinen im Webinterface zu erstellen. Nutzer können mithilfe des „Community-Apps“ Plugins verschiedene Vorlagen für Docker-Container nutzen. Dies ermöglicht es, zahlreiche Server-Anwendungen wie Nextcloud, Plex oder andere bereitzustellen.
Unterstützt wird die Nutzung der Dateisysteme XFS, Btrfs und ZFS. ReiserFS wird noch unterstützt. Für Neuinstallationen sollte es jedoch nicht mehr verwendet werden.

## Lizenzierung
Unraid wird von einem USB-Stick gebootet und ausgeführt, die gekaufte Lizenz wird somit auch an den jeweiligen USB-Stick gebunden, kann aber auf einen anderen USB-Stick transferiert werden.
Für die Nutzung von Unraid muss eine lebenslang gültige Lizenz erworben werden. Das ursprüngliche Lizenzmodell von Unraid bestand aus drei Varianten:
- Basic mit der Möglichkeit, bis zu 6 Speichergeräte zu verwenden,
- Plus mit bis zu 12 Speichergeräten und
- Pro mit unbegrenzt vielen Speichergeräten.[6]

Am 19. Februar 2024 kündigte Unraid eine Änderung des Lizenzmodells an. Das neue Modell umfasst drei neue Lizenztypen:
- Starter: Unterstützt bis zu 6 Speichergeräte, kostet $49 pro Lizenz, beinhaltet eine lebenslange Lizenz und kostenlose OS-Updates für ein Jahr. Nach dem ersten Jahr sind weitere Updates für $36 pro Jahr erhältlich.
- Unleashed: Unterstützt eine unbegrenzte Anzahl an Speichergeräten, kostet $109 pro Lizenz, beinhaltet eine lebenslange Lizenz und kostenlose OS-Updates für ein Jahr. Nach dem ersten Jahr sind weitere Updates für $36 pro Jahr erhältlich.
- Lifetime: Unterstützt eine unbegrenzte Anzahl an Speichergeräten, kostet $249 pro Lizenz, beinhaltet eine lebenslange Lizenz und kostenlose OS-Updates auf Lebenszeit.[8]

Das neue Lizenzmodell ersetzt die bisherigen Lizenztypen Basic, Plus und Pro. Bestehende Inhaber von Basic-, Plus- oder Pro-Lizenzen sind von dieser Änderung nicht betroffen; sie können weiterhin alle Updates lebenslang wie versprochen nutzen und ihre Basic- oder Plus-Lizenz upgraden. Der Kauf neuer Basic-, Plus- oder Pro-Lizenzen wurde jedoch eingestellt, seit die Starter-, Unleashed- und Lifetime-Lizenzen verfügbar sind.